# Улрика Елеонора
Улрика Елеонора (на шведски: Ulrika Eleonora) е управляваща кралица на Швеция от 21 февруари 1719 до 29 февруари 1720, а след тази дата – кралица-консорт.

## Биография
Тя е най-малкото дете на крал Карл XI и кралица Улрика Елеонора Датска. След смъртта на брат ѝ Карл XII през 1718 започват спорове за наследството, които завършват в нейна полза, след като тя приема да премахне абсолютната монархия.
През 1715 Улрика Елеонора се жени за Фридрих, ландграф на Хесен-Касел, чиито съвети в политическата област следва неизменно. Тя се опитва да го обяви официално за съвладетел и, когато това не става, абдикира в негова полза след само една година управление. Съпругът ѝ я наследява като крал Фридрих I. Управлението на Улрика Елеонора и Фридрих поставя началото на нова ера в шведската история, наличана Епоха на свободата, при която монархът отстъпва голяма част от властта си на аристокрацията.